# Hedegaard
Hedegaard (* 25. Juli 1988 in Randers; vollständiger Name Rasmus Hedegaard) ist ein dänischer DJ.

## Biografie
Bekannt wurde Rasmus Hedegaard über das Internet, wo er mit seinen Remix-Versionen unter anderem von US-Rappern wie 50 Cent und Dr. Dre bei YouTube millionenfache Zugriffe erreichte. Seinen ersten Charthit in Dänemark hatte er 2012 mit dem Song Vi ejer natten, einer Zusammenarbeit mit dem Sänger Jon Nørgaard und dem Rapper Clemens. Die Single erreichte Platz 14.
Sein größter Erfolg war im Frühjahr 2014 das Lied Happy Home, das zusammen mit Lukas Graham entstand, dem Kopf der gleichnamigen Band. Die Single kam nicht nur auf Platz 1 in seiner Heimat, sondern kam auch in Norwegen auf Platz 4.

## Diskografie
Lieder
- 2010: Money (feat. Brandon Beal)
- 2012: Vi ejer natten (mit Jon Nørgaard & Clemens)
- 2013: Kysset med Medina (feat. Kesi)
- 2013: Oloy# (Birkkjær feat. Hedegaard)
- 2014: Happy Home
- 2014: Make You Proud
- 2015: Smile & Wave (mit Brandon Beal)
- 2017: Ready To Love You (DK: Gold)
- 2019: Jumanji (feat. Cancun, DK: Gold)
- 2020: Smid Tøjet / Frisk På Det Hele (Remix) (mit Jimilian; DK: Gold)
- 2021: Du gør det godt (Paradise Hotel 2021) (Basim feat. Johnson & Hedegaard)
- 2025: Boller mig med øjnene (Ude Af Kontrol feat. Hedegaard)